# バラトン (小惑星)
バラトン (2242 Balaton) は、小惑星帯に位置する小惑星。ブダペスト天文台でハンガリーの天文学者、クリン・ジェルジュ (György Kulin) により発見された。
名前はハンガリー西部にある中央ヨーロッパ最大の湖、バラトン湖から命名された。